# Castillo de Mogollones
El castillo de Mogollones es una fortaleza del último tercio del siglo XV. Se encuentra al término municipal de Cáceres, provincia de Cáceres, Extremadura.

## La torre de Mogollones
La torre del homenaje, en plena llanura, conserva su carácter primitivo de fortificación en la que todavía pueden verse elementos góticos que se corresponden con el último tercio del siglo XV, como una puerta con un arco apuntado y un escudo en mármol de los Ulloa. La construcción dio nombre a la dehesa que fue propiedad del linaje de los Mogollón, una de las familias de mayor raigambre de Cáceres, pues participó en la reconquista de la ciudad en 1223.
Su estructura en forma de  prisma rectangular de no muy grandes dimensiones, tiene tres pisos y la azotea. La disposición de los elementos de esta pieza superior es de canecillos rematados con bolas, con  gárgolas en las esquinas y  matacanes en la parte central de cada lienzo, detalles muy frecuentes en las edificaciones de la época de los Reyes Católicos. La iniciativa de construir la torre fue de «Diego García de Ulloa, el Rico», que también fue promotor de varios edificios religiosos y civiles de Cáceres, todos ellos dentro del casco urbano. Diego García murió en el año 1480. Lo que construyó fue cambiando de dueños según determinaban las sucesiones en cada momento, hasta conjuntarse en el «Heredamiento de Mogollones» con cuyo nombre se conoce en la actualidad la finca y la torre.
Su aspecto y carácter defensivo se observan directamente desde el exterior por lo monumental y compacta que es la torre, así como por otros elementos, también defensivos, como son los matacanes, las almenas y las aspilleras. Interiormente tiene bastantes pisos para albergar en ella todos los servicios y dependencias. Se destinaron las tres primeras plantas para los mejores aposentos. De ellas se ven salir chimeneas y miradores a modo de «ventanas de asiento». La comunicación entre pisos se hacía mediante una escalera de caracol en una de las esquinas que estaba en un pequeño voladizo para quitar el menor espacio posible a las diferentes plantas.
Se encuentra unos doce km en dirección a Badajoz por la   EX-100 , a la altura del «castillo palacio de Las Seguras» que está al otro lado de la carretera, en tierras del río Salor, afluente del río Tajo por la izquierda.

## Demografía en la zona
Estos parajes tuvieron una gran vitalidad como lo demuestran la gran cantidad de grandes casas, casonas de labor y, sobre todo, varias ermita, como la de san Jorge, situada al lado de la torre pero en estado de ruina total. La llanura y fertilidad del terreno ayudaban a que el crecimiento de la población en la zona sur de Cáceres fuera muy intenso. La existencia de unos frescos pintados por Juan de Ribera, pintor local, que los firma a mediados del siglo XVI también es una apoyatura a las tesis de la gran ocupación de personas en actividades que no eran netamente guerreras sino agrícolas y ganaderas cerca de esta Torre de Mogollones.